# Nicolae Stoleru

Bustul lui Nicolae Stoleru din centrul satului Baia.

Nicolae Stoleru (n. 14 septembrie 1878, satul Călinești, județul Botoșani – d. 12 septembrie 1916, Dealul Rusca - Pietrele Roșii, Munții Călimani) a fost un învățător român, căzut eroic în Primul Război Mondial. În semn de prețuire pentru activitatea sa în folosul ridicării nivelului de educație al locuitorilor din satul Baia (județul Suceava), în anul 1937 i s-a ridicat un bust în centrul comunei, lângă clădirea primăriei.

## Biografie
Născut într-o familie de țărani, Nicolae Stoleru a urmat școala primară în satul natal, avându-l ca învățător pe fratele mamei sale, Grigore Gheorghiu. A absolvit Școala Normală „Vasile Lupu” din Iași în 1898, fiind numit apoi ca învățător în satul Broșteni din județul Neamț (azi în județul Suceava), unde a profesat până în 1901. Între anii 1901-1904 a fost detașat la Orfelinatul Agricol din Zorleni (județul Tutova).
În anul 1904 s-a transferat la cerere ca învățător în satul Baia. În același an s-a căsătorit cu Măria Livescu din Dumbrăveni, care se transferase aici ca învățătoare. La venirea lui Nicolae Stoleru, 87% dintre copiii de vârstă școlară din Baia erau analfabeți.
În calitate de învățător, Nicolae Stoleru s-a preocupat de dezvoltarea învățământului în această străveche localitate, fostă capitală a Moldovei. Printre realizările sale sunt de menționat:
- înființarea în 1904 a „Casei de Sfat și Cetire sătească” (cu sală de lectură și bibliotecă, sală de spectacole, sală pentru muzeul satului) - aceasta a fost una dintre primele instituții de acest fel din țară, prima din Moldova, și a fost amenajată într-un local cumpărat din banii săi, în care funcționează astăzi „Centrul de Documentare și Informare”.
- înființarea corului fetelor și al flăcăilor (1908) și al unei echipe de dansuri populare
- înființarea Cercului „Deșteptarea Sătenilor” (14 aprilie 1909)
- tipărirea foii Vestitorul Satelor (1 ianuarie 1912), revistă lunară (apoi bilunară) scrisă pentru țărani și care a apărut până în 1944, cu întrerupere în timpul războiului. Ea a fost publicată de Nicolae Stoleru, împreună cu învățătorul Vasile Tomegea din Boroaia și cu preotul Iona Cojan din Sasca Mare.

S-a preocupat de ridicarea nivelului de educație al țăranilor, ținând conferințe de popularizare a științei, de igienă, despre agricultură și combaterea alcoolismului. A înființat societatea de cumpătare „Unirea” (care milita pentru combaterea alcoolismului), Banca Populară „Ștefan-Vodă” (cooperativă de producție și consum), o brutărie cooperativă și un atelier de dogărie.
Încorporat în Armata Română și luat pe front după intrarea României în Primul Război Mondial, locotenentul (în rezervă) Nicolae Stoleru a murit eroic la 12 septembrie 1916, în luptele crâncene de la Dealul Rusca - Pietrele Roșii din Munții Călimani. După moartea sa, Maria Stoleru s-a îmbolnăvit, s-a retras la părinți și apoi la Mănăstirea Agafton, unde a murit în același an.
În semn de prețuire a activității lui Nicolae Stoleru pentru binele poporului, istoricul și omul politic Nicolae Iorga l-a numit într-un articol din Neamul Românesc din 23 septembrie 1917 cu apelativul de „organizator al țărănimii”.

## Cinstirea memoriei sale

Bustul lui Nicolae Stoleru din centrul satului Baia.

În semn de prețuire a memoriei sale, în colțul de sud-est al parcului comunei Baia, a fost dezvelit la 29 iunie 1937 un bust al învățătorului erou Nicolae Stoleru. La baza soclului se află un medalion-basorelief în care este reprezentată soția sa, învățătoarea Maria Stoleru.
În februarie 1997, Școala nr. 1 din satul Baia a primit numele de Școala de Arte și Meserii „Nicolae Stoleru” în amintirea ilustrului întemeietor al învățământului din Baia.